# Naoki Hattori
Naoki Hattori (născut la data de 13 iunie 1966 în Tokyo, Japonia), este un fost pilot de curse. În sezonul 1991 a participat la 2 curse de Formula 1 pentru echipa italiană Coloni Racing. Naoki a concurat în cariera lui în International Formula 3000, Indy și Cart.

## Cariera în Formula 1
| Sezon | Echipă        | Puncte | Loc clasament general |
| ----- | ------------- | ------ | --------------------- |
| 1991  | Coloni Racing | 0      | -                     |